# Eugen Thorburn
Eugen Jacobi Thorburn, född 3 augusti 1860 i Bäve socken i Bohuslän, död 26 augusti 1931 i Göteborg, var en svensk arkitekt, tecknare och kommunpolitiker.

## Liv och verk

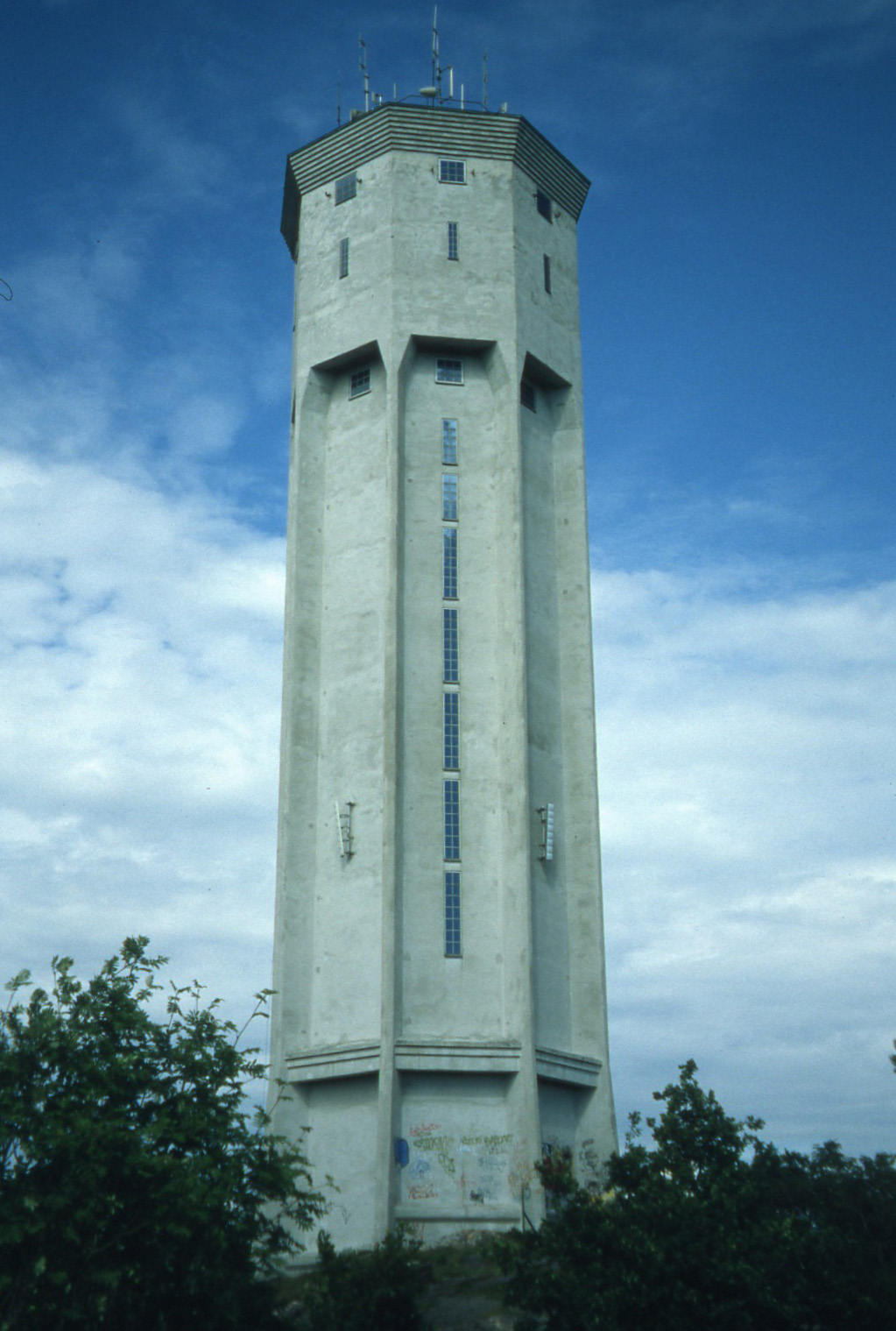
Lundens vattentorn

Thorburn tog studenten vid Latinläroverket i Göteborg 1880, blev civilingenjör vid Kungl. Tekniska högskolan 1883 och bedrev därefter studier vid Akademien för de fria konsterna 1883-1886, studier och praktik i Italien, Österrike, Danmark, England, Frankrike och Tyskland 1887-90. Han blev arkitekt i Stockholm 1886-1887 och var praktiserande arkitekt i Göteborg 1890-1931. Eugen Thorburn var arkitekt för Allmänna lantbruksmötet i Göteborg 1894. Han var ledamot av Göteborgs stadsfullmäktige 1905-1912, av byggnadsnämnden där 1895-1912 och av Egnahemsnämnden 1909-1911. Vidare var han revisor för Slöjdföreningen 1891-1892, för Renströmska bad- och tvättanstalten 1893-1894 och 1906-1907 samt för Renströmska badanstalten i Majorna 1895. Thorburn var ledamot av Vasa församlings kyrkoråd och ordförande i Tekniska samfundets avdelning för husbyggnadskonst 1918-1921.   
Thorburn uppförde flera offentliga byggnader i Göteborg, dessutom Strömstads stadshus (fullbordat 1917), skolor i Vänersborg och Uddevalla med mera. Thorburn var vid sidan av sin verksamhet som arkitekt även tecknare och utförde teckningar med arkitekturmotiv, landskapsskildringar och porträtt. Thorburn är representerad med ett porträtt av Robert Ljungquist vid Göteborgs historiska museum. En minnesutställning med hans teckningar visades i Göteborg 1932.

## Familj
Thorburn var son till grosshandlaren Robert Thorburn och Mathilda "Alma" Thorburn, född Jacobi. Han gifte sig 18 september 1893 med Louise Bååth (1871-1947), dotter till justitierådman Thure Martin Bååth och Karolina "Lina" Bååth, född Tidén. Barn: Alvar (1894-1954), Birgit (född 1895), Ellen (1897-1968), Agne Eugen (född 1902) och Berndt Johan (1912-1973).

## Exempel på byggnader i Göteborg, ritade av Eugen Thorburn
- Prippska villan i Slottsskogen. Byggnaden flyttades från Lantbruksmötet på Heden 1891, byggdes till 1892 och revs 1935.
- Hantverksföreningens hus, Erik Dahlbergsgatan 3. Här assisterad av Hans Hedlund och Yngve Rasmussen (1860-1923). Invigdes den 28 mars 1894.
- Hyreskasernen vid Arsenalsgatan. Invigt 1907.
- Otterhälleskolan, Västra Liden på Otterhällan. Invigd 17 oktober 1910, revs 1977.
- Lundenskolan, Kärralundsgatan i Lunden. Invigd 15 maj 1914.
- Renströmska badanstalten, Herkulesgatan 56. Invigd 11 november 1915.
- Viktor Rydbergsgatan 22, tillsammans med Karl Severin Hansson. Huset stod klart 1917.[7]
- Johannebergs vattentorn, invigt i september 1925.
- Lundens vattentorn, Platågatan i Lunden. Invigt 1930.[8]

## Bilder

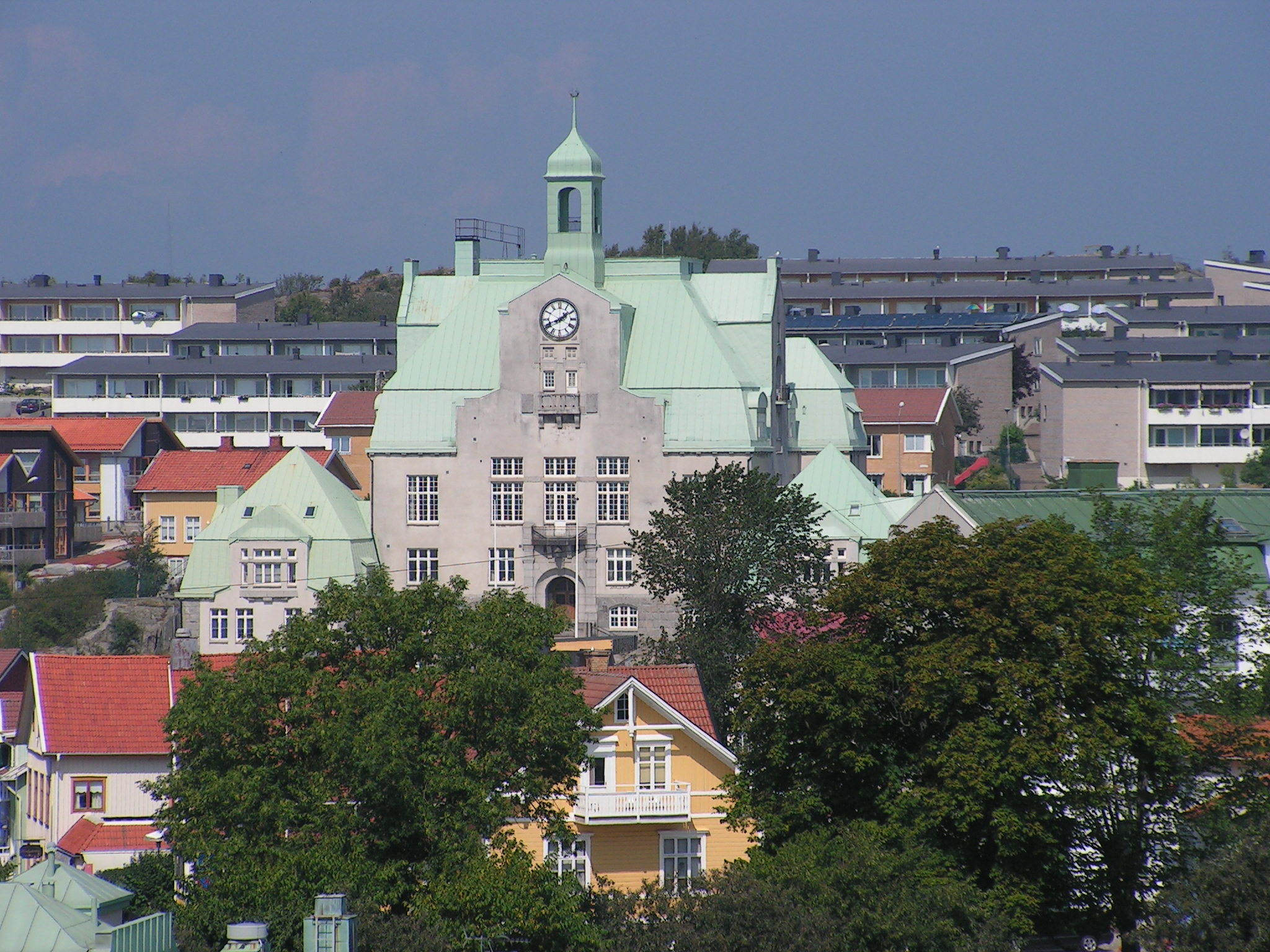
Stadshuset i Strömstad
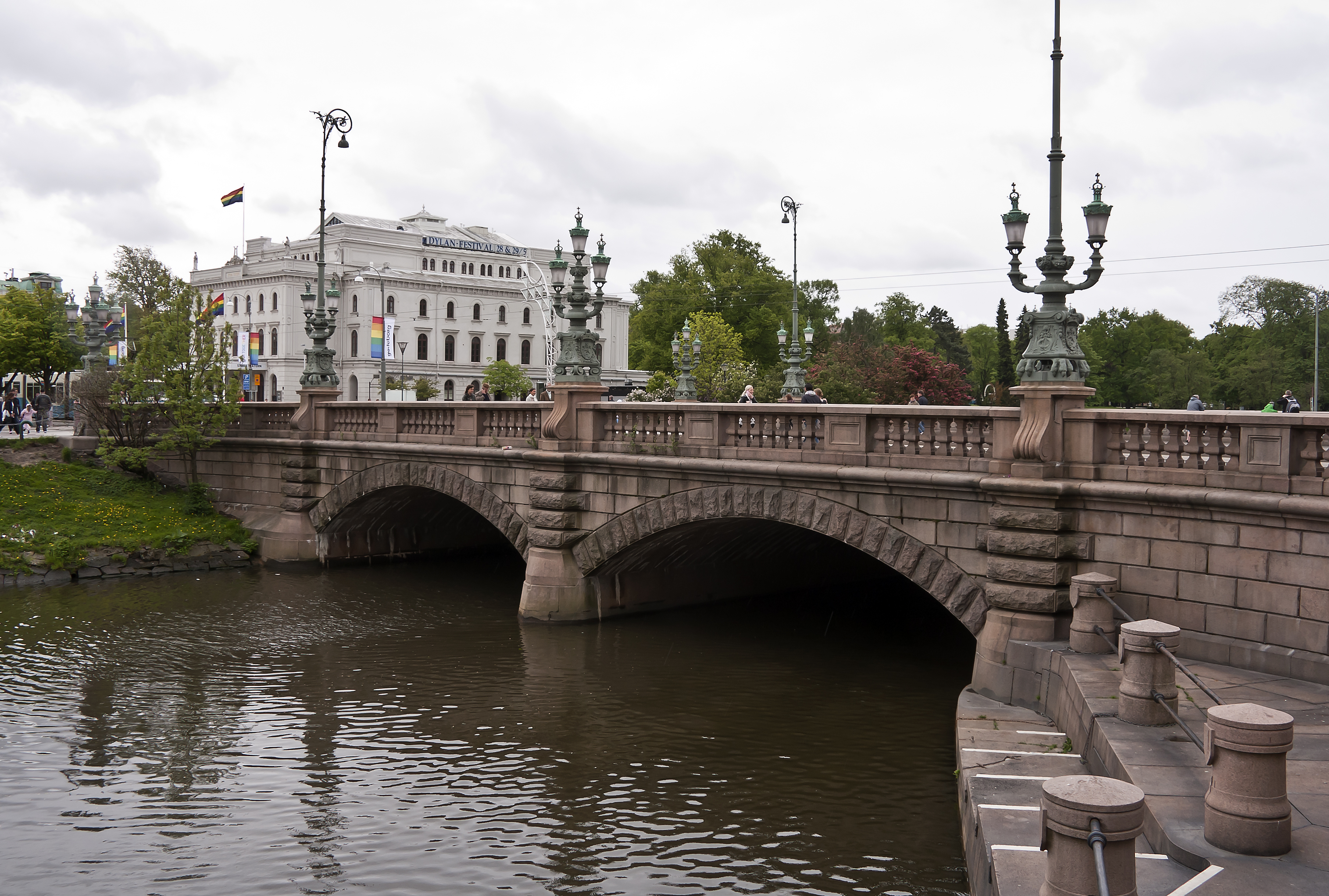
Kungsportsbron i Göteborg
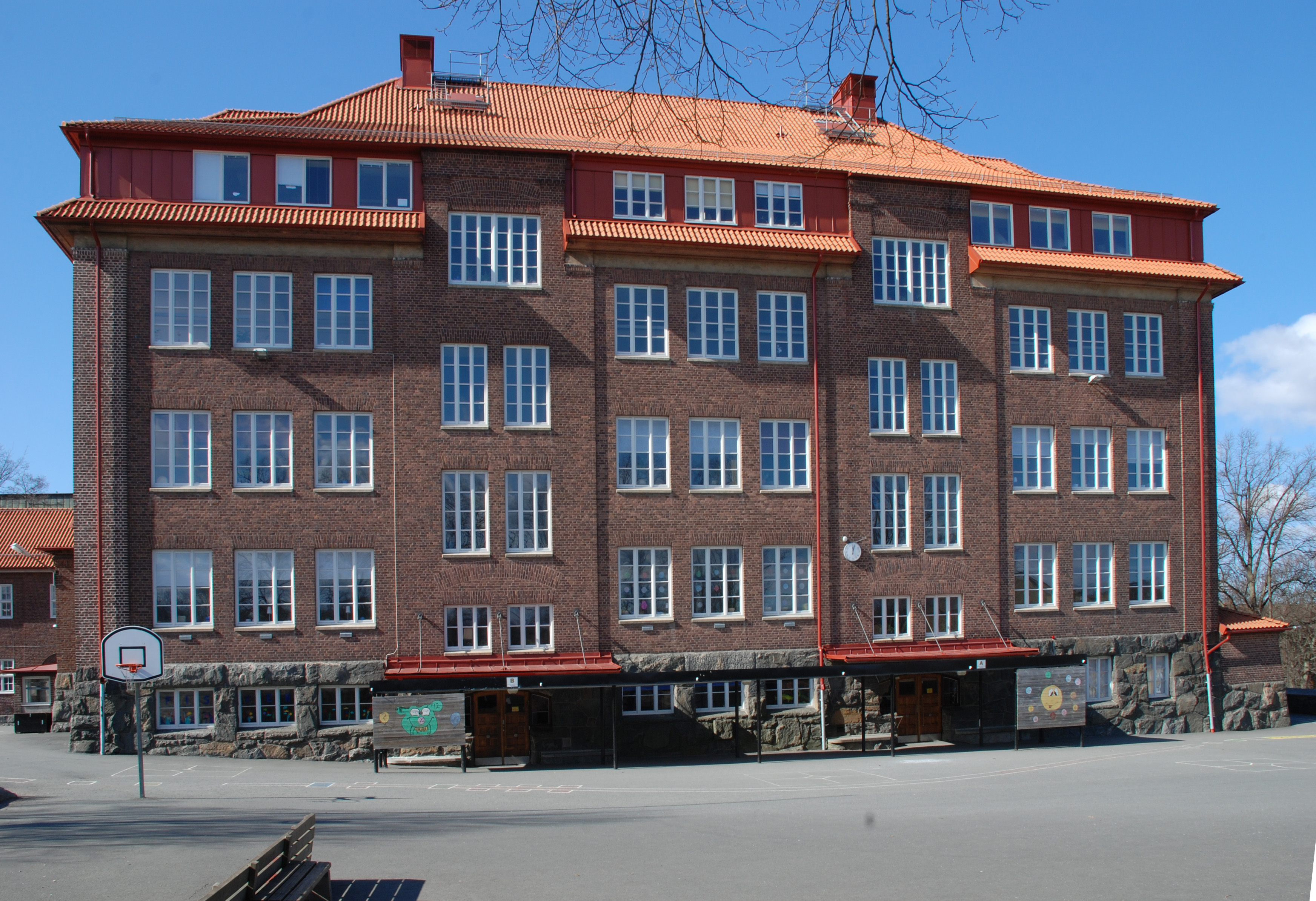
Lundenskolan. Göteborg
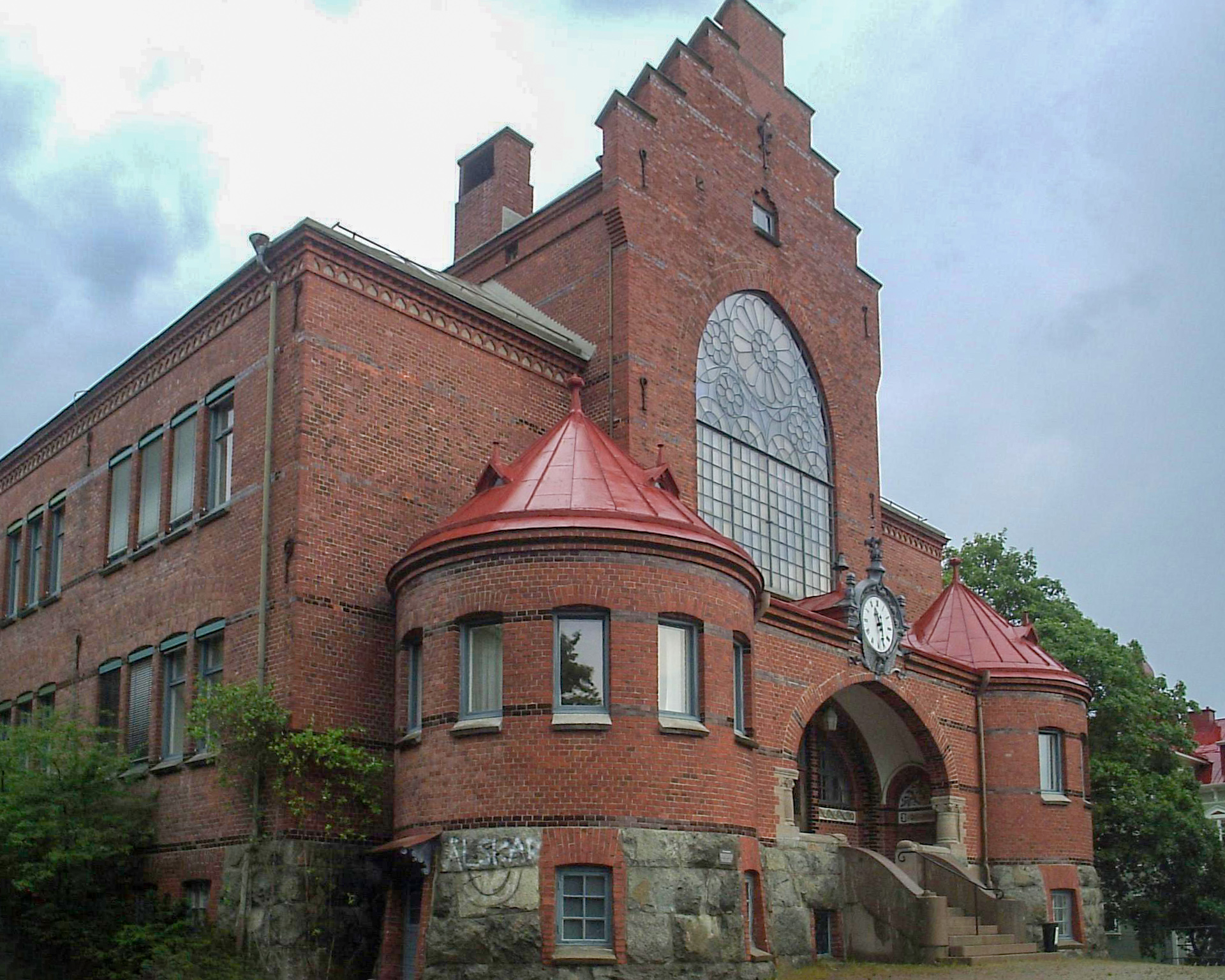
Flickskolan vid Margretegärde, Uddevalla
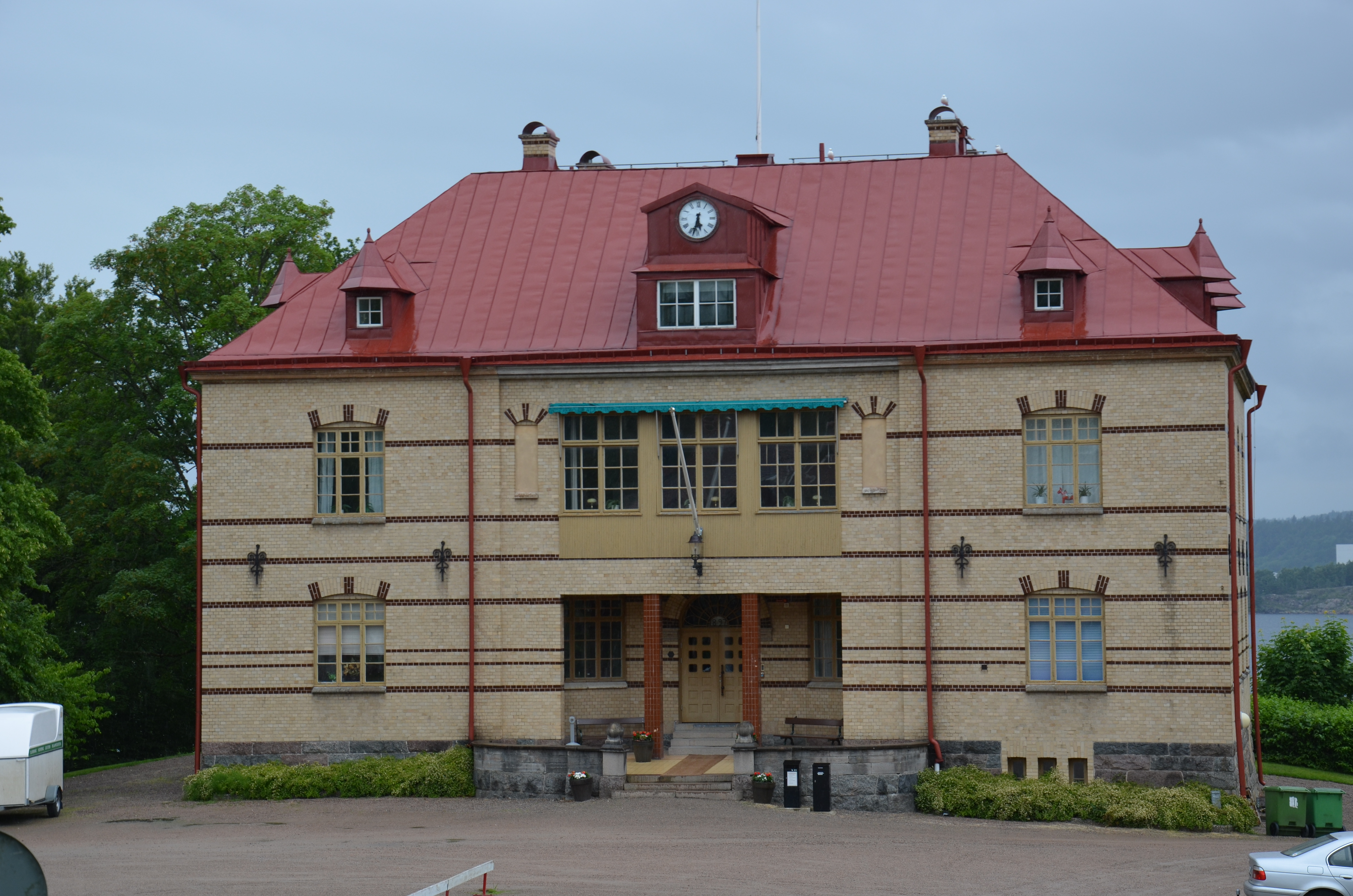
Skolhus vid Gustafsberg.